# دجومارت أوتورباييف
دجومارت أوتورباييف هو سياسي قيرغيزيٌّ. أصبح رئيسا للوزراء منذ 2 أبريل 2014.